# The Irishman
The Irishman is een Amerikaanse misdaadfilm uit 2019 onder regie van Martin Scorsese. Het scenario, dat gebaseerd werd op het boek I Heard You Paint Houses, werd geschreven door Steven Zaillian. De hoofdrollen worden vertolkt door Robert De Niro, Al Pacino en Joe Pesci.

## Verhaal
De hoogbejaarde en immobiele Frank Sheeran blikt in het bejaardentehuis terug op zijn leven als lid van de maffia. Hij vertelt hoe zijn leven in 1975 voorgoed veranderde.
Frank is in zijn jonge jaren een vrachtwagenchauffeur die vleeswaren vervoert en soms zelf een deel van de lading steelt. Door de gestolen goederen aan de maffia te verkopen en door geen namen te noemen wanneer hij in een rechtszaak van diefstal beschuldigd wordt, weet hij zich op te werken binnen de maffiaorganisatie van de ingetogen, maar machtige Russell Bufalino. Frank voert allerlei misdaden uit voor Russell, waaronder ook huurmoorden. Doden op bevel is immers niet nieuw voor Frank, die ook al tijdens de Tweede Wereldoorlog in koelen bloede moorden pleegde. Hij levert in dienst van Russell ook de wapens die later gebruikt zullen worden voor de mislukte invasie in de Varkensbaai.
Frank en Russell ontwikkelen een hechte band en ook hun families beginnen regelmatig met elkaar op te trekken, hoewel Franks dochters – Peggy in het bijzonder – een afkeer hebben van Russell en de maffia. Als een beloning voor zijn loyaliteit wordt Frank door Russell in contact gebracht met Jimmy Hoffa, die meteen wil weten of Frank 'huizen verft', wat codetaal is voor het uitvoeren van huurmoorden. Hoffa is als leider van de International Brotherhood of Teamsters, de vakbond voor vrachtwagentransport, een van de machtigste mannen van het land. Hij is een populaire leidersfiguur die, in tegenstelling tot Frank en Russell, wel het vertrouwen van de jonge Peggy weet te winnen. Frank wordt zijn lijfwacht en vertrouwenspersoon.
In de daaropvolgende jaren werkt Jimmy zich in de problemen. Hij wordt een doelwit van Robert F. Kennedy, de Amerikaanse minister van Justitie, en wordt voor de rechter gesleept. Bovendien begint hij binnen zijn eigen Teamsters een rivaliteit met Anthony "Tony Pro" Provenzano, een opkomende vakbondsman met maffiaconnecties. Wanneer Jimmy door een informant betrapt wordt op het omkopen van juryleden belandt hij in de gevangenis. Tijdens zijn afwezigheid krijgt Frank Fitzsimmons de leiding over de Teamsters.
Na zijn vrijlating probeert Jimmy de leiding over de Teamsters terug te winnen, maar de maffiabazen zijn niet meteen van plan om hem te steunen omdat ze met Fitzsimmons al een handige stroman hebben. Desondanks blijft Jimmy volharden. Hoewel Frank als bemiddelaar nog allerlei verzoeningspogingen tussen Jimmy en de maffia onderneemt, escaleert de situatie. Omdat Jimmy weigert een stap opzij te zetten en dreigt vertrouwelijke informatie publiek te maken, wordt hij in de ogen van onder meer Russell en maffiabaas Anthony "Fat Tony" Salerno een gevaar.
In 1975 reist Frank samen met Russell en hun echtgenotes met de auto naar een huwelijk. Onderweg krijgt Frank van Russell de opdracht om zijn vriend Jimmy uit de weg te ruimen. Frank gehoorzaamt en vliegt met een privéjet naar Detroit, waarna hij samen met Tony Pro's handlanger Sally Bugs en Jimmy's adoptiezoon Chuckie O'Brien naar Jimmy rijdt, die vermoedt dat ze hem naar het huis zullen brengen waar hij denkt dat een nieuw verzoeningsgesprek met Tony Pro zal plaatsvinden. Wanneer Jimmy merkt dat er niemand in het huis aanwezig is en wil vertrekken, wordt hij door Frank doodgeschoten. 's Nachts laat men het lijk in een verbrandingsoven verdwijnen. In de daaropvolgende dagen wordt de verdwijning van Jimmy Hoffa groot nieuws. Peggy, die vermoedt dat Frank iets met de verdwijning te maken heeft, besluit voorgoed met haar vader te breken.
In de daaropvolgende decennia komen er heel wat figuren uit de maffia om het leven. Zo wordt Sally Bugs door een misverstand vermoord. Frank zelf belandt een poos in de gevangenis, net als Russell en Fat Tony. Ze worden hoogbejaard en beginnen af te takelen. Na het overlijden van Russell en zijn echtgenote blijft Frank alleen achter. Hij slijt zijn nadagen in een bejaardentehuis, waar hij geen bezoek krijgt van zijn familie en met de hulp van een priester toenadering zoekt tot God. Frank probeert Peggy te bezoeken, maar ze weigert nog met hem in contact te komen. Een jonge verpleegster die hij een foto van Jimmy Hoffa laat zien, geeft toe de man niet te kennen. Wanneer de priester na een bezoekje in Franks kamer op het punt staat te vertrekken, vraagt Frank om de deur van zijn kamer op een kier te laten.

## Rolverdeling
| Acteur               | Personage                        |
| -------------------- | -------------------------------- |
| Robert De Niro       | Frank "The Irishman" Sheeran     |
| Al Pacino            | Jimmy Hoffa                      |
| Joe Pesci            | Russell Bufalino                 |
| Ray Romano           | William "Bill" Bufalino          |
| Bobby Cannavale      | Felix "Skinny Razor" DiTullio    |
| Anna Paquin          | Peggy Sheeran                    |
| Stephen Graham       | Anthony "Tony Pro" Provenzano    |
| Harvey Keitel        | Angelo Bruno                     |
| Stephanie Kurtzuba   | Irene Sheeran                    |
| Kathrine Narducci    | Carrie Bufalino                  |
| Welker White         | Josephine "Jo" Hoffa             |
| Jesse Plemons        | Chuckie O'Brien                  |
| Jack Huston          | Robert F. Kennedy                |
| Domenick Lombardozzi | Anthony "Fat Tony" Salerno       |
| Paul Herman          | "Whispers" DiTullio              |
| Louis Cancelmi       | Salvatore "Sally Bugs" Briguglio |
| Rebecca Faulkenberry | Barbara Hoffa                    |
| Gary Basaraba        | Frank "Fitz" Fitzsimmons         |
| Marin Ireland        | Dolores Sheeran                  |
| Sebastian Maniscalco | "Crazy" Joe Gallo                |
| Steven Van Zandt     | Jerry Vale                       |
| Jennifer Mudge       | Maryanne Sheeran                 |
| Lucy Gallina         | jonge Peggy Sheeran              |
| India Ennenga        | jonge Dolores Sheeran            |
| Tess Price           | jonge Maryanne Sheeran           |
| Jeremy Luke          | Marco Rossi                      |
| Joseph Russo         | Bruno Denzetta                   |
| Aleksa Palladino     | Mary Sheeran                     |
| Kevin O'Rourke       | John McCullough                  |
| Bo Dietl             | Joey Glimco                      |
| Kate Arrington       | Connie Sheeran                   |
| Jordyn DiNatale      | jonge Connie Sheeran             |
| Jim Norton           | Don Rickles                      |
| Al Linea             | Sam "Momo" Giancana              |
| Garry Pastore        | Albert Anastasia                 |
| Daniel Jenkins       | E. Howard "Big Ears" Hunt        |
| Paul Ben-Victor      | Jake Gottlieb                    |
| Patrick Gallo        | Anthony "Tony Jack" Giacalone    |
| Jake Hoffman         | Allen Dorfman                    |
| Ken Clark            | James P. Hoffa                   |
| Peter Jay Fernandez  | Cecil B. Moore                   |
| Jeff Moore           | Frank Church                     |
| Gino Cafarelli       | Frank Rizzo                      |
| Robert Funaro        | Johnny                           |
| Jonathan Morris      | priester                         |
| James Martin         | priester                         |
| Action Bronson       | verkoper                         |
| Vinny Vella          | vleeshandelaar                   |
| Matt Walton          | tv-presentator                   |
| Dascha Polanco       | verpleegster                     |

## Productie

### Ontwikkeling
Tussen 1991 en 2003 werd de Iers-Amerikaanse gangster Frank Sheeran meermaals geïnterviewd door advocaat Charles Brandt, die de gesprekken nadien verwerkte in het non-fictieboek I Heard You Paint Houses. Sheeran beweerde in zijn ontmoetingen met Brandt dat hij onder meer vakbondsleider Jimmy Hoffa vermoord had.
In de periode 2005–2007 was De Niro verbonden aan het filmproject The Winter of Frankie Machine, dat gebaseerd was op de gelijknamige roman van auteur Don Winslow. Zowel Martin Scorsese als Michael Mann overwoog om het project te regisseren. De geplande film ging over een gepensioneerde huurmoordenaar van de maffia. Als voorbereiding op zijn rol las De Niro het boek I Heard You Paint Houses. Aanvankelijk wilde de acteur bepaalde onderdelen van het boek in The Winter of Frankie Machine gebruiken. Het filmproject viel stil, waarna De Niro en Scorsese besloten om Brandts boek te verfilmen.
Omstreeks 2007–2008 kocht De Niro via zijn productiebedrijf Tribeca Productions de rechten op het boek, in samenwerking met Sikelia Productions, het productiebedrijf van Scorsese. Als een gevolg van een samenwerkingscontract met Sikelia belandde het project vervolgens bij Paramount Pictures, dat in oktober 2008 scenarist Steven Zaillian in dienst nam om het boek te verfilmen. Nadien werd de titel van het project veranderd in The Irishman. In 2009 diende Zaillian de eerste versie van het script in.
Aanvankelijk wilden Scorsese en De Niro de productie van de misdaadfilm combineren met een ander filmproject. Het duo was door scenarist Eric Roth op het idee gebracht om een 'film over de film' te maken in de stijl van La Dolce Vita (1960) en 8½ (1963) van Federico Fellini. Dit semi-biografisch project, dat gelijktijdig met The Irishman zou opgenomen worden, zou zich hoofdzakelijk focussen op de relatie tussen een regisseur en een acteur.
In september 2010 dook voor het eerst het gerucht op dat ook acteurs Al Pacino en Joe Pesci aan The Irishman zouden meewerken. Enkele maanden later, in december 2010, werd de casting bevestigd door De Niro. In de daaropvolgende jaren werd de productie van The Irishman meermaals uitgesteld, onder meer omdat Scorsese zich verbonden had aan andere filmprojecten, waaronder The Wolf of Wall Street (2013) en Silence (2016). In de hoop investeerders aan te trekken werd het script in januari 2013 door de acteurs voorgelezen in het Tribeca Film Center in New York. In oktober 2015 onthulde De Niro tijdens een interview dat er geëxperimenteerd werd met de digitale animatie en filmtechnieken van The Curious Case of Benjamin Button (2008) om hem er jonger te laten uitzien voor de verschillende tijdsperiodes in The Irishman.
In mei 2016, tijdens het filmfestival van Cannes, werd het project aan verschillende investeerders en studio's voorgesteld. Het Mexicaanse productiebedrijf Fábrica de Cine van producent Gastón Pavlovich stelde een budget van 100 miljoen dollar samen door de nationale en internationale distributierechten aan respectievelijk Paramount en STX Entertainment te verkopen. STX op zijn beurt verkocht de internationale distributierechten door aan onder meer The Searchers (Benelux) en Media Asia (China).
In februari 2017 raakte bekend dat Fábrica de Cine het beloofde budget niet zou kunnen ophoesten, waarop Netflix besloot om alle distributierechten voor een bedrag van 105 miljoen over te nemen. Volgens producent Irwin Winkler stond Fábrica de Cine onder financiële druk omdat de peso zo'n 25 procent in waarde was gedaald door de anti-Mexicaanse retoriek van de toen pas verkozen president Donald Trump. Omdat even voordien bij Paramount Pictures een machtswissel had plaatsgevonden, werd in de Amerikaanse filmpers aangenomen dat ook de studio, na een reeks grote flops, een andere koers wilde varen en dus niet langer bereid was om in een duur en risicovol filmproject als The Irishman te investeren. Om tot een akkoord met Netflix te komen, werd ook de eerder afgesloten overeenkomst met STX ontbonden. STX en Media Asia verwierven uiteindelijk wel nog de Chinese distributierechten.
In 2018 werd bericht dat het budget van de film was opgelopen tot 175 miljoen dollar. In januari 2019 schreef journalist en gewezen filmproducent Peter Bart dat het budget voor The Irishman zo'n 200 miljoen dollar bedroeg.

### Casting
|                                                                                    |  |  |
| The Irishman is de vierde samenwerking tussen Robert De Niro (links) en Al Pacino. |  |  |

Reeds in 2008 werd Robert De Niro als acteur en producent bij het filmproject betrokken. De acteur had eerder al acht keer een hoofdrol vertolkt in een film van Martin Scorsese. Hun eerste samenwerking was de misdaadfilm Mean Streets (1973). In maart 1981 won De Niro de Oscar voor beste acteur voor zijn vertolking van Jake LaMotta in het boksdrama Raging Bull (1980), dat eveneens door Scorsese geregisseerd werd. Hun laatste samenwerking voor The Irishman was de maffiafilm Casino (1995). Tussendoor werkten de twee ook samen aan andere projecten, waaronder de korte film annex reclamespot The Audition (2015).
In 2010 werden ook Al Pacino en Joe Pesci benaderd voor een hoofdrol. Pacino en De Niro hadden eerder al samengewerkt aan de misdaadfilms The Godfather Part II (1974), Heat (1995) en Righteous Kill (2008). Pesci, die net als De Niro al regelmatig met Scorsese had samengewerkt en sinds 2010 geen filmrol meer vertolkt had, stond aanvankelijk weigerachtig tegenover een deelname aan de productie. In juli 2017 werd zijn casting officieel bevestigd. The Irishman werd zo de vierde samenwerking tussen Scorsese, De Niro en Pesci.
Harvey Keitel en Bobby Cannavale werden in respectievelijk 2010 en 2014 voor het eerst aan een rol in The Irishman gelinkt. In 2016 ontkende Keitel dat hij gevraagd was om in de film mee te spelen. Hun casting werd in juli 2017 bevestigd. Voor Keitel werd het zijn zesde samenwerking met Scorsese. In juli 2017 werd Ray Romano gecast als Bill Bufalino. In september 2017 werden met Jack Huston, Domenick Lombardozzi en Stephen Graham drie acteurs van de misdaadserie Boardwalk Empire (2010–2014) aan de cast toegevoegd.

### Opnames
De 108 opnamedagen gingen op 18 september 2017 van start op Randalls and Wards Islands (New York) en eindigden op 5 maart 2018. Er werden in totaal 319 scènes opgenomen op 117 locaties. Er werd in onder meer Paterson (New Jersey), de vijf stadsdelen van New York (Manhattan, Queens, Brooklyn, The Bronx en Staten Island), Westchester County, Rockland County en Miami (Florida) gefilmd. De Gotham Comedy Club in New York werd voor de film omgevormd tot de bekende nachtclub Copacabana. De meeste scènes die zich in Philadelphia (Pennsylvania) afspelen, werden in werkelijkheid in New York opgenomen.
De opnames werden geleid door de Mexicaanse cameraman Rodrigo Prieto, met wie Scorsese eerder al had samengewerkt aan onder meer The Wolf of Wall Street en Silence. Zo'n 70 procent van de productie werd digitaal opgenomen. De overige 30 procent, waarbij geen digitale verjonging van de hoofdrolspelers aan te pas kwam, werd op film opgenomen. Omdat Scorsese benadrukte dat de film over iemands fotografisch geheugen ging, probeerde Prieto
voor elke tijdsperiode bepaalde fotografie- en filmkenmerken van die periode na te bootsen. Scènes die zich afspelen in de jaren 1950 werden visueel gebaseerd op de uitstraling van Kodachromefoto's, scènes van de jaren 1960 op Ektachrome. Voor de jaren 1970 baseerde hij zich op het ENR-proces, een bewerking van Technicolorfilm die destijds door Vittorio Storaro ontwikkeld werd en resulteerde in een hoger contrast en onverzadigde kleuren.
De Niro droeg tijdens de opnames regelmatig schoenen met hoge zolen om meer op de echte Frank Sheeran, die zo'n 193 cm groot was, te lijken en het hoogteverschil met Pacino's personage Jimmy Hoffa, die in werkelijkheid 165 cm groot was, te benadrukken. Bijrolacteurs Domenick Lombardozzi en Bobby Cannavale werden met make-up en gezichtsprotheses bewerkt.

### Visuele effecten
De filmmakers hadden uiteenlopende opties om de verschillende tijdsperiodes geloofwaardig weer te geven. Er werd aan gedacht om op zo'n manier te filmen dat de hoofdpersonages in de flashbacks obscuur zouden blijven. Daarnaast werd ook overwogen om de hoofdrolspelers met make-up jonger te maken of de personages door meerdere acteurs te laten vertolken.
Tijdens de opnames van Silence (2016) kreeg Scorsese van Pablo Helman, een Argentijnse SFX-artiest van Industrial Light & Magic (ILM), te horen dat hij een techniek ontwikkeld had om de acteurs door middel van digitale animatie te verjongen. Enkele maanden later, in augustus 2015, werd de verjongingstechniek succesvol getest door De Niro een scène uit Goodfellas (1990) te laten naspelen.
Tijdens de opnames van de film werd gebruik gemaakt van een groot camerastatief dat door ILM ontwikkeld werd en bestond uit drie verschillende camera's. De grote, driedelige cameraopstelling werd door de filmmakers omgedoopt tot het 'driekoppig monster'. Om de acteurs zo min mogelijk af te leiden tijdens hun acteerprestatie werd er ook voor gekozen om met zo klein en onopvallend mogelijke referentiepunten voor de digitale nabewerking te werken in plaats van de opvallende witte stippen en bolletjes die doorgaans gebruikt worden voor het digitale verjongingsproces.

## Release en ontvangst
De film opende op 27 september 2019 het filmfestival van New York (NYFF). Op 1 november 2019 werd de film in de Amerikaanse bioscoop uitgebracht. In België en Nederland werd The Irishman op respectievelijk 13 en 14 november 2019 uitgebracht in een select aantal bioscopen. Op 27 november 2019 werd de film via de streamingdienst van Netflix uitgebracht.
In zowel de Verenigde Staten als Europa weigerden grote bioscoopketens om de film uit te brengen. De bioscoopketens eisten dat de film voor een periode van ongeveer drie maanden exclusief in de bioscoop zou te zien zijn, maar Netflix wilde op zijn beurt niet zo lang wachten om de film op zijn streamingdienst uit te brengen en stelde aan de bioscoopketens een exclusieve periode van slechts 30 dagen voor. Er werd geen akkoord bereikt, waardoor de film slechts in een beperkt aantal bioscopen werd uitgebracht.
De film is uitgebracht op dvd en blu-ray door Janus Films in de Criterion Collection in Amerika en Engeland.

## Prijzen en nominaties
| Jaar | Prijs                    | Categorie                | Genomineerde(n)                            | Uitslag     |
| ---- | ------------------------ | ------------------------ | ------------------------------------------ | ----------- |
| 2019 | National Board of Review | Beste film               | Beste film                                 | Gewonnen    |
| 2019 | National Board of Review | Beste bewerkte scenario  | Steven Zaillian                            | Gewonnen    |
| 2019 | National Board of Review | Icon Award               | Martin Scorsese, Robert De Niro, Al Pacino | Gewonnen    |
| 2020 | Golden Globes            | Beste dramafilm          | Beste dramafilm                            | Genomineerd |
| 2020 | Golden Globes            | Beste regie              | Martin Scorsese                            | Genomineerd |
| 2020 | Golden Globes            | Beste mannelijke bijrol  | Al Pacino                                  | Genomineerd |
| 2020 | Golden Globes            | Beste mannelijke bijrol  | Joe Pesci                                  | Genomineerd |
| 2020 | Golden Globes            | Beste scenario           | Steven Zaillian                            | Genomineerd |
| 2020 | Critics' Choice Awards   | Beste film               | Beste film                                 | Genomineerd |
| 2020 | Critics' Choice Awards   | Beste regie              | Martin Scorsese                            | Genomineerd |
| 2020 | Critics' Choice Awards   | Beste acteur             | Robert De Niro                             | Genomineerd |
| 2020 | Critics' Choice Awards   | Beste mannelijke bijrol  | Al Pacino                                  | Genomineerd |
| 2020 | Critics' Choice Awards   | Beste mannelijke bijrol  | Joe Pesci                                  | Genomineerd |
| 2020 | Critics' Choice Awards   | Beste acteerensemble     | Beste acteerensemble                       | Gewonnen    |
| 2020 | Critics' Choice Awards   | Beste bewerkte scenario  | Steven Zaillian                            | Genomineerd |
| 2020 | Critics' Choice Awards   | Beste camerawerk         | Rodrigo Prieto                             | Genomineerd |
| 2020 | Critics' Choice Awards   | Beste montage            | Thelma Schoonmaker                         | Genomineerd |
| 2020 | Critics' Choice Awards   | Beste muziek             | Robbie Robertson                           | Genomineerd |
| 2020 | Critics' Choice Awards   | Beste productieontwerp   | Bob Shaw, Regina Graves                    | Genomineerd |
| 2020 | Critics' Choice Awards   | Beste kostuumontwerp     | Sandy Powell, Christopher Peterson         | Genomineerd |
| 2020 | Critics' Choice Awards   | Beste grime en haarstijl | Beste grime en haarstijl                   | Genomineerd |
| 2020 | Critics' Choice Awards   | Beste visuele effecten   | Beste visuele effecten                     | Genomineerd |
| 2020 | Writers Guild of America | Beste bewerkte scenario  | Steven Zaillian                            | Genomineerd |
| 2020 | BAFTA Awards             | Beste film               | Beste film                                 | Genomineerd |
| 2020 | BAFTA Awards             | Beste regie              | Martin Scorsese                            | Genomineerd |
| 2020 | BAFTA Awards             | Beste mannelijke bijrol  | Al Pacino                                  | Genomineerd |
| 2020 | BAFTA Awards             | Beste mannelijke bijrol  | Joe Pesci                                  | Genomineerd |
| 2020 | BAFTA Awards             | Beste bewerkte scenario  | Steven Zaillian                            | Genomineerd |
| 2020 | BAFTA Awards             | Beste camerawerk         | Rodrigo Prieto                             | Genomineerd |
| 2020 | BAFTA Awards             | Beste montage            | Thelma Schoonmaker                         | Genomineerd |
| 2020 | BAFTA Awards             | Beste productieontwerp   | Beste productieontwerp                     | Genomineerd |
| 2020 | BAFTA Awards             | Beste kostuumontwerp     | Beste kostuumontwerp                       | Genomineerd |
| 2020 | BAFTA Awards             | Beste visuele effecten   | Beste visuele effecten                     | Genomineerd |
| 2020 | Academy Awards           | Beste film               | Beste film                                 | Genomineerd |
| 2020 | Academy Awards           | Beste regie              | Martin Scorsese                            | Genomineerd |
| 2020 | Academy Awards           | Beste mannelijke bijrol  | Al Pacino                                  | Genomineerd |
| 2020 | Academy Awards           | Beste mannelijke bijrol  | Joe Pesci                                  | Genomineerd |
| 2020 | Academy Awards           | Beste bewerkte scenario  | Steven Zaillian                            | Genomineerd |
| 2020 | Academy Awards           | Beste camerawerk         | Rodrigo Prieto                             | Genomineerd |
| 2020 | Academy Awards           | Beste montage            | Thelma Schoonmaker                         | Genomineerd |
| 2020 | Academy Awards           | Beste productieontwerp   | Beste productieontwerp                     | Genomineerd |
| 2020 | Academy Awards           | Beste kostuumontwerp     | Beste kostuumontwerp                       | Genomineerd |
| 2020 | Academy Awards           | Beste visuele effecten   | Beste visuele effecten                     | Genomineerd |

## Trivia
- Al Pacino vertolkt in de film vakbondsleider Jimmy Hoffa. Begin jaren 1990 werd zowel Pacino als Robert De Niro door Danny DeVito overwogen om Hoffa te vertolken in een gelijknamige, biografische film over de vakbondsleider.[62] De rol ging uiteindelijk naar Jack Nicholson.